# David Thewlis
David Wheeler (n. 20 martie 1963, Blackpool, Anglia, Regatul Unit), cunoscut sub numele David Thewlis (/ˈθjuːlɪs/), este un actor, regizor, scenarist și autor englez.
Thewlis a intrat în atenția publicului cinefil odată cu rolul său din filmul Dezgolit⁠(d) (1993), pentru care a câștigat premiul pentru cel mai bun actor⁠(d) în cadrul Festivalului Internațional de Film de la Cannes. Alte roluri de succes au urmat în seria de filme Harry Potter (2004-2011), unde l-a interpretat pe Remus Lupin, și Femeia fantastică (2017), unde l-a interpretat pe Ares⁠(d). De asemenea, a apărut în Eclipsă totală (1995), James și piersica uriașă⁠(d) (1996), Inimă de dragon (1996), Șapte ani în Tibet (1997), Regatul cerului (2005), Băiatul în pijama vărgată⁠(d) (2008), Calul de luptă (2011), Teoria întregului (2014), Anomalisa⁠(d) (2015) și Mă gândesc să-i pun capăt⁠(d) (2020). Acesta urmează să apară în Enola Holmes 2⁠(d) și Avatar 3 (2024).
Cele mai cunoscute roluri ale sale din seriale sunt: Cyrus Crabb în miniseria Dinotopia⁠(d) (2002), V. M. Varga în al treilea sezon din Fargo⁠(d) (2017), vrăjitorul Rușine în sitcomul animat Gură bogată (2017-prezent) și Christopher Edwards în miniseria Misterul din grădină⁠(d) (2021). Interpretarea sa din Fargo i-a adus nominalizări la premiile Emmy, un Glob de Aur și un premiu Critics' Choice⁠(d).

## Biografie
Thewlis s-a născut David Wheeler în Blackpool la 20 martie 1963, fiul lui Maureen (născută Thewlis) și al lui Alec Raymond Wheeler. Ambii părinți lucrau în magazinul tatălui său. Acesta are un frate mai mare și unul mai mic. În adolescență, a fost solist într-o trupă rock numită QED și chitaristul unei formații punk rock numită Door 66. A urmat studiile la Highfield Leadership Academy⁠(d) în suburbia Marton⁠(d). Mai târziu, s-a înscris la  Guildhall School of Music and Drama din Londra și a absolvit în 1984.

## Cariera

### Actor
Thewlis a obținut un rol minor într-un episod al sitcomului din anii 1980 Up the Elephant and Round the Castle⁠(d). De asemenea, a apărut într-un episod din 1985 al Only Fools and Horses⁠(d) - „It’s Only Rock and Roll⁠(d)” - în calitate de membru al formației lui Rodney. Primul său rol important a fost în piesa de teatru Buddy Holly at the Regal din Greenwich.
Filmul Dezgolit (1993) al regizorului Mike Leigh⁠(d) l-a adus în atenția publicului în rolul lui Johnny, un filozof inteligent și revoltat fără adăpost. Pentru acest rol, Thewlis a fost numit cel mai bun actor de către Societatea Națională a Criticilor de Film (Statele Unite), Cercul Criticilor de Film din Londra⁠(d),  Evening Standard, Cercul Criticilor de Film din New York⁠(d) și Festivalul Internațional de Film de la Cannes. În același an, a apărut în Suspect de crima⁠(d), alături de Helen Mirren și Ciarán Hinds⁠(d). Înainte de această apariție, a avut un rol în Valentine Park.
În anii 1990, Thewlis a apărut în numeroase filme, cu precădere în filme de fantezie și drame istorice, inclusiv Restaurație⁠(d) (1995), Black Beauty⁠(d) (1994), Eclipsă totală (1995), Insula doctorului Moreau (1996), Inimă de dragon ( 1996) și Șapte ani în Tibet (1997). A fost nominalizat la Premiile Filmului Britanic Independent⁠(d) pentru rolul din Reportaj pe muchie de cuțit⁠(d) (1998) și l-a interpretat pe Clov în filmul de televiziune Endgame (2000) al luiSamuel Beckett. Alte roluri importante au fost în filmul lui Bernardo Bertolucci Asediul iubirii⁠(d) (1998), Marele Lebowski (1998) al fraților Coen și Gangsterul nr. 1⁠(d) (2000) al lui Paul McGuigan.
S-a prezentat la casting pentru rolul lui Quirinus Quirrell⁠(d) din filmul Harry Potter și piatra filozofală, însă Ian Hart⁠(d) a obținut rolul. Deși nu a reușit să primească rolul, a fost ales să-l interpreteze pe profesorul Remus Lupin în Harry Potter și prizonierul din Azkaban. Thewlis a obținut rolul fără să participe la un casting, fiind prima alegere a regizorului Alfonso Cuarón. Thewlis a continuat să interpreteze acest rol și în alte patru filme ale seriei.
A apărut în rolul unui comandant SS al unui lagăr de exterminare în filmul Băiatul în pijama vărgată. Alte filme includ Regatul cerurilor (2005) al lui Ridley Scott, Lumea nouă (2005) și remake-ul Omen: Profeția⁠(d).
Thewlis l-a interpretat pe regretatul doctor Michael Aris⁠(d), soțul lui Aung San Suu Kyi, laureată a premiului Nobel pentru Pace, împreună cu actrița malaeziană⁠(d) Michelle Yeoh, în filmul biografic Doamna⁠(d) regizat de Luc Besson. În 2012, a primit un premiu din partea Festivalului Internațional a Cinematografiei Independente Off Camera⁠(d). În același an, a apărut în filmul Separate We Come, Separate We Go⁠(d), regizat de Bonnie Wright.
În iunie 2015, Thewlis a început să filmează scene pentru filmul biografic The Mercy⁠(d) pe plaja din Teignmouth, Devon. Acesta îl interpreta pe jurnalistul Rodney Hallworth, iar Colin Firth pe Donald Crowhurst⁠(d). A mai apărut în Regression⁠(d), un film thriller lansat în toamna anului 2015. În septembrie 2015, Thewlis a jucat în rolul inspectorului Goole în ecranizarea piese de teatru An Inspector Calls⁠(d) de J. B. Priestley. În octombrie 2015, a interpretat rolul regelui Duncan⁠(d) în filmul Macbeth⁠(d).
Acesta l-a interpretat pe Ares în Femeia fantastică (2017), filmul DC Comics.  Și-a reluat rolul pentru scurt timp în Liga dreptății (2017). În același an, a apărut în rolul lui V. M. Varga în sezonul al treilea al serialului Fargo. Interpretarea sa a fost apreciată de critici și i-a adus nominalizări la Primetime Emmy Award, Critics' Choice Television Award⁠(d) și Premiul Globul de Aur la categoria cel mai bun actor în rol secundar.
Cel mai recent film al lui Thewlis este filmul Netflix din 2020, Mă gândesc să-i pun capăt⁠(d), regizat de Charlie Kaufman.

### Regizor
Thewlis a regizat filmul Hello, Hello, Hello în 1995, film pentru care a fost nominalizat la premiul BAFTA pentru cel mai bun scurtmetraj⁠(d). De asemenea, a scris, regizat și jucat în filmul Cheeky (2003).

### Autor
Romanul de comedie neagră redactat de Thewlis - The Late Hector Kipling⁠(d) - a fost publicat de Simon & Schuster în 2007. A doua sa carte, Shooting Martha, a fost publicată de Weidenfeld & Niclson⁠(d) în 2021.

## Viața personală
Thewlis a fost căsătorită cu actrița galeză Sara Sugarman⁠(d) din 1992 până la divorțul lor în 1994. A avut o scurtă relație cu actrița engleză Kate Hardie⁠(d). A fost într-o relație cu actrița Anna Friel⁠(d) din 2001 până la sfârșitul anului 2010. Fiica lor, Gracie, s-a născut pe 9 iulie 2005 și a devenit între timp actriță. Thewlis s-a căsătorit cu designerul francez Hermine Poitou pe 5 august 2016.

## Filmografie
| An   | Titlu                                         | Rol                       | Note                             |
| ---- | --------------------------------------------- | ------------------------- | -------------------------------- |
| 1987 | Road                                          | Joey                      |                                  |
| 1987 | The Short and Curlies                         | Clive                     | Scurtmetraj                      |
| 1987 | Little Dorrit                                 | George Braddle            |                                  |
| 1988 | Vroom                                         | Ringe                     |                                  |
| 1988 | Deep Red Instant Love                         | Frank                     | Scurtmetraj                      |
| 1989 | Resurrected                                   | Kevin Deakin              |                                  |
| 1991 | Life Is Sweet                                 | Nicola's Lover            |                                  |
| 1991 | Afraid of the Dark                            | Locksmith / Tom Miller    |                                  |
| 1992 | Swords at Teatime                             | Michael                   | Scurtmetraj                      |
| 1992 | Damage                                        | Detective                 |                                  |
| 1993 | The Trial                                     | Franz                     |                                  |
| 1993 | Naked                                         | Johnny Fletcher           |                                  |
| 1994 | Black Beauty                                  | Jerry Barker              |                                  |
| 1995 | Total Eclipse                                 | Paul Verlaine             |                                  |
| 1995 | Restoration                                   | John Pearce               |                                  |
| 1995 | Hello, Hello, Hello                           | N/A                       | Scurtmetraj Scenarist și regizor |
| 1996 | James and the Giant Peach                     | Earthworm (voce)          |                                  |
| 1996 | Dragonheart                                   | King Einon                |                                  |
| 1996 | The Island of Dr. Moreau                      | Edward Douglas            |                                  |
| 1997 | American Perfekt                              | Santini                   |                                  |
| 1997 | Seven Years in Tibet                          | Peter Aufschnaiter        |                                  |
| 1998 | The Big Lebowski                              | Knox Harrington           |                                  |
| 1998 | Divorcing Jack                                | Dan Starkey               |                                  |
| 1998 | Besieged                                      | Jason Kinsky              |                                  |
| 1999 | Whatever Happened to Harold Smith?            | Nesbit                    |                                  |
| 2000 | The Miracle Maker                             | Iuda Iscarioteanul (voce) |                                  |
| 2000 | Gangster No. 1                                | Freddie Mays              |                                  |
| 2001 | Goodbye Charlie Bright                        | Charlie's Dad             |                                  |
| 2002 | D.I.Y. Hard                                   | Man                       |                                  |
| 2003 | Cheeky                                        | Harry Sankey              | Scenarist, regizor               |
| 2003 | Timeline                                      | Robert Doniger            |                                  |
| 2004 | Harry Potter and the Prisoner of Azkaban      | Remus Lupin               |                                  |
| 2005 | Kingdom of Heaven                             | Hospitaller               |                                  |
| 2005 | All the Invisible Children                    | Jonathan                  | Segmentul: „Jonathan”            |
| 2005 | The New World                                 | Edward Wingfield          |                                  |
| 2006 | Basic Instinct 2                              | Roy Washburn              |                                  |
| 2006 | The Omen                                      | Keith Jennings            |                                  |
| 2007 | The Inner Life of Martin Frost                | Martin Frost              |                                  |
| 2007 | Harry Potter and the Order of the Phoenix     | Remus Lupin               |                                  |
| 2008 | The Boy in the Striped Pyjamas                | Ralf                      |                                  |
| 2009 | Harry Potter and the Half-Blood Prince        | Remus Lupin               |                                  |
| 2009 | Veronika Decides to Die                       | Dr. Blake                 |                                  |
| 2010 | Mr. Nice                                      | Jim McCann                |                                  |
| 2010 | London Boulevard                              | Jordan                    |                                  |
| 2010 | Harry Potter and the Deathly Hallows – Part 1 | Remus Lupin               |                                  |
| 2011 | Harry Potter and the Deathly Hallows – Part 2 | Remus Lupin               |                                  |
| 2011 | The Lady                                      | Michael Aris              |                                  |
| 2011 | Anonymous                                     | William Cecil             |                                  |
| 2011 | War Horse                                     | Lyons                     |                                  |
| 2012 | Separate We Come, Separate We Go              | Norman                    | Scurtmetraj                      |
| 2013 | Red 2                                         | The Frog                  |                                  |
| 2013 | The Fifth Estate                              | Nick Davies               |                                  |
| 2013 | The Zero Theorem                              | Joby                      |                                  |
| 2014 | The Theory of Everything                      | Dennis Sciama             |                                  |
| 2014 | Stonehearst Asylum                            | Mickey Finn               |                                  |
| 2014 | Queen and Country                             | Bradley                   |                                  |
| 2014 | Sunday Roast                                  | Dick Puck                 | Scurtmetraj Scenarist            |
| 2015 | Regression                                    | Profesorul Kenneth Raines |                                  |
| 2015 | Legend                                        | Leslie Payne              |                                  |
| 2015 | Macbeth                                       | Regele Duncan             |                                  |
| 2015 | Anomalisa                                     | Michael Stone (voce)      |                                  |
| 2017 | Wonder Woman                                  | Sir Patrick Morgan / Ares |                                  |
| 2017 | Justice League                                | Ares                      | Rol cameo                        |
| 2018 | The Mercy                                     | Rodney Hallworth          |                                  |
| 2019 | Rare Beasts                                   | Vic                       |                                  |
| 2019 | Guest of Honour                               | Jim                       |                                  |
| 2019 | Eternal Beauty                                | Mike                      |                                  |
| 2020 | I'm Thinking of Ending Things                 | Tatăl                     |                                  |
| 2022 | Enola Holmes 2                                |                           | În producție                     |
| 2022 | The Amazing Maurice                           | Boss Man (voce)           |                                  |
| 2024 | Avatar 3                                      | Peylak                    | Post-producție                   |

### Seriale
| An           | Titlu                                | Rol                       | Note                                |
| ------------ | ------------------------------------ | ------------------------- | ----------------------------------- |
| 1985         | Up the Elephant and Round the Castle | Mugger                    | Episodul: "A Taxing Problem"        |
| 1985         | Only Fools and Horses                | Stew                      | Episodul: "It's Only Rock and Roll" |
| 1985         | Radio Pictures                       | Jim Grams                 | Film de televiziune                 |
| 1986         | The Singing Detective                | Second Soldier            | 2 episoade                          |
| 1987–1988    | Valentine Park                       | Max                       | 12 episoade                         |
| 1989         | A Bit of a Do                        | Paul Simcock              | 6 episoade                          |
| 1989         | Skulduggery                          | Tony                      | Film de televiziune                 |
| 1990         | Oranges Are Not the Only Fruit       | Doctor                    | 3 episoade                          |
| 1991         | Journey to Knock                     | Terry                     | Film de televiziune                 |
| 1991         | Shrinks                              | Terry Slater              | Episodul 1.5                        |
| 1991         | Screen One                           | Tim Shanks                | Episodul: "Filipina Dreamgirls"     |
| 1992         | Black and Blue                       | Crematorium Attendant     | Film de televiziune                 |
| 1993         | Frank Stubbs Promotes                | Mike Bence                | Episodul: "Striker"                 |
| 1993         | Prime Suspect 3                      | James Jackson             | Film de televiziune                 |
| 1994         | Dandelion Dead                       | Oswald Martin             | 4 episoade                          |
| 1999         | Love Story                           | Dealer                    | Film de televiziune                 |
| 2000         | Endgame                              | Clov                      | Film de televiziune                 |
| 2001         | Hamilton Mattress                    | Hamilton Mattress (voice) | Film de televiziune                 |
| 2002         | Dinotopia                            | Cyrus Crabb               | 3 episoade                          |
| 2007         | The Street                           | Joe / Harry Jennerson     | Episodul: "Twins"                   |
| 2014         | Family Guy                           | English Father (voice)    | Episodul: "Chap Stewie"             |
| 2015         | An Inspector Calls                   | Inspector Goole           | Film de televiziune                 |
| 2017         | Fargo                                | V. M. Varga               | 10 episoade                         |
| 2018–present | Big Mouth                            | Shame Wizard (voice)      | 13 episoade                         |
| 2019         | The Feed                             | Lawrence Hatfield         | 6 episoade                          |
| 2020         | Barkskins                            | Claude Trepagny           | 8 episoade                          |
| 2021         | Landscapers                          | Christopher Edwards       | 4 episoade                          |
| 2022         | Human Resources                      | Shame Wizard (voice)      | TBA                                 |
| TBA          | The Sandman                          | John Dee / Doctor Destiny |                                     |